# Polska ölvänners parti
Polska ölvänners parti (PPPP; polska: Polska Partia Przyjaciół Piwa) var ett satiriskt polskt politiskt parti som grundades 1990 av satirikern Janusz Rewiński. Partiets mål var ursprungligen att främja kulturell öldrickning på pubar i engelsk stil istället för vodka och därmed bekämpa alkoholismen. 

## Historik
Det humoristiska partinamnet och besvikelse över Polens politiska omvandling ledde några polacker till att rösta på partiet. Karaktären av partiets vädjan till sina supportrar avspeglades i ofta hörda kommentarer som, att kanske det med PPPP vid rodret "det skulle inte bli bättre men det skulle bli roligare."
Även om partiet kan ha börjat som ett skämt, utvecklade dess medlemmar med tiden en seriös plattform. Dessutom blev idén om politiska debatter i etablissemang, som serverade kvalitetsöl, en symbol för föreningsfrihet och yttrandefrihet, intellektuell tolerans, och en högre levnadsstandard. Dess humoristiska namn hjälpte förmodligen partiet att vinna röster från en politiskt desillusionerad befolkning i parlamentsvalet 1991.
I det parlamentsvalet vann PPPP 16 platser i sejmen genom att få 2,97% av rösterna. Partiet delades dock snart upp i en starköls- och en lättölsfraktion, trots Rewiński hävdade att "öl är varken ljust eller mörkt, är det gott." Så småningom upplöstes PPPP. 
Starkölsfraktionen antog namnet polska ekonomiska programmet, men efter att ha förlorat sin image av egendomlighet gick partiet upp i demokratiska unionen (Polen) (UD). Lättölsfraktionen blev i samband med liberala demokratiska kongressen del i en koalition av liberala marknadsförespråkande partier, som stödde Hanna Suchockas kandidatur till premiärministerposten.